# David Pecceu
David Pecceu (17 november 1988) is een Belgische atleet, die zich heeft toegelegd op de sprint. Hij werd eenmaal Belgisch kampioen.

## Loopbaan
In 2014 werd Pecceu indoorkampioen op de 400 m.
Pecceu was aangesloten bij Royal Athletic Club Louvièrois en stapte in 2015 over naarUS Braine-Waterloo (USBW). In Frankrijk is hij aangesloten bij US Valenciennes.

## Belgische kampioenschappen
Indoor
| Onderdeel | Jaar |
| --------- | ---- |
| 400 m     | 2014 |

## Persoonlijke records
Outdoor
| Onderdeel | Prestatie | Datum        | Plaats             |
| --------- | --------- | ------------ | ------------------ |
| 100 m     | 10,92 s   | 10 juni 2015 | Villeneuve-d'Ascq  |
| 200 m     | 21,53 s   | 10 juni 2015 | Villeneuve-d'Ascq  |
| 300 m     | 33,61 s   | 16 juli 2014 | Naimette-Xhovémont |
| 400 m     | 46,21 s   | 5 juli 2015  | Brussel            |

Indoor
| Onderdeel | Prestatie | Datum            | Plaats |
| --------- | --------- | ---------------- | ------ |
| 200 m     | 21,88 s   | 21 februari 2015 | Gent   |
| 400 m     | 47,73 s   | 15 februari 2014 | Gent   |

## Palmares

### 400 m
- 2014:  BK indoor AC - 47,73 s